# Kypros (Festung)

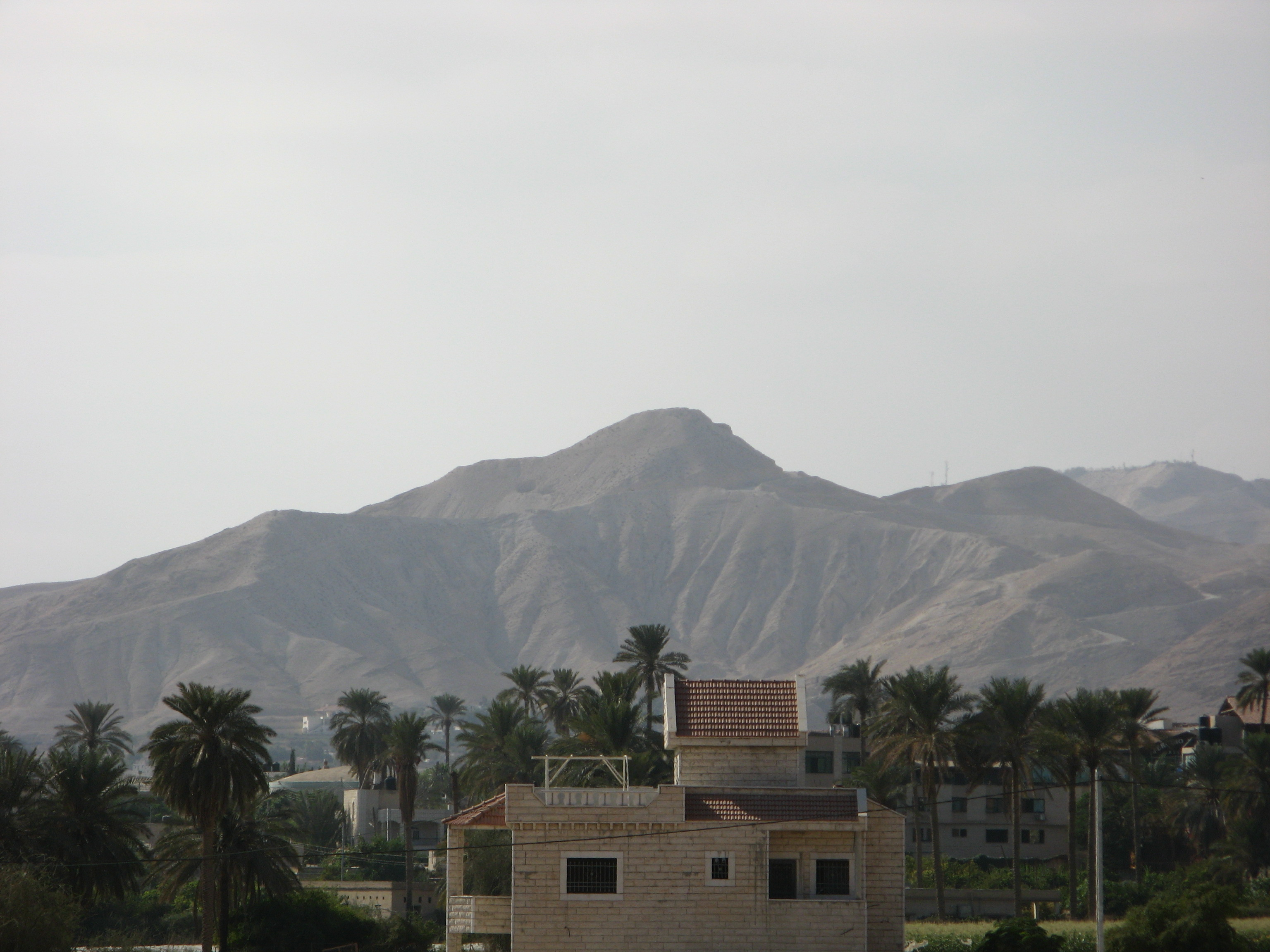
Kypros, von Jericho aus gesehen

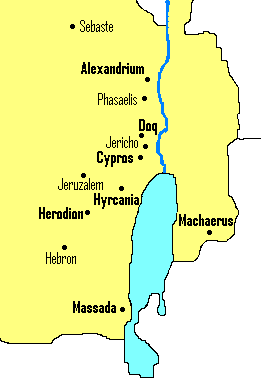
Festungen des Herodes

Kypros ist eine Festung des jüdischen Königs Herodes des Großen (gest. 4 v. Chr.), die mit der archäologischen Stätte Tell el-ʾAqaba in den Palästinensischen Autonomiegebieten identifiziert wird.  Kypros gehört in eine Reihe mit den anderen Wüstenfestungen auf der Westseite des Jordantales: Alexandreion, Dok und Hyrkania und war wie diese zum Teil auch palastartig ausgebaut. Die Lage nahe Jerusalem wie auch die Beschreibung bei Josephus deuten darauf hin, dass Kypros dank seines milden winterlichen Klimas und seiner schönen Aussicht als herrscherliche Residenz, weniger als Festung genutzt wurde.

## Lage und Forschungsgeschichte
An der Südseite des Wadi Qelt (bei Jericho), ungefähr dort, wo die Quellflüsse aus den Judäischen Bergen in das Jordantal münden, zwölf Kilometer nördlich von Qumran, liegen auf dem Gipfel des Tell el-ʾAqaba die Ruinen einer antiken Festungsanlage. Die Identifikation mit Kypros wurde von Albrecht Alt 1925 vorgeschlagen. Ausgrabungen von Ehud Netzer und  I. Damati 1974–1975 bestätigten diese Vermutung.
Diese Festung kontrollierte die Ebene von Jericho sowie das Wadi Qelt und die Straße nach Jerusalem. Wie die anderen herodianischen Festungen war auch die Burg Kypros so angelegt, dass von ihr aus zu mindestens einer anderen Festung Signale übermittelt werden konnten. Wie von den Festungen Herodeion, Machaerus und Dok war es von der Burg Kypros aus außerdem möglich, direkt Signale nach Jerusalem zu übermitteln.

## Baugeschichte

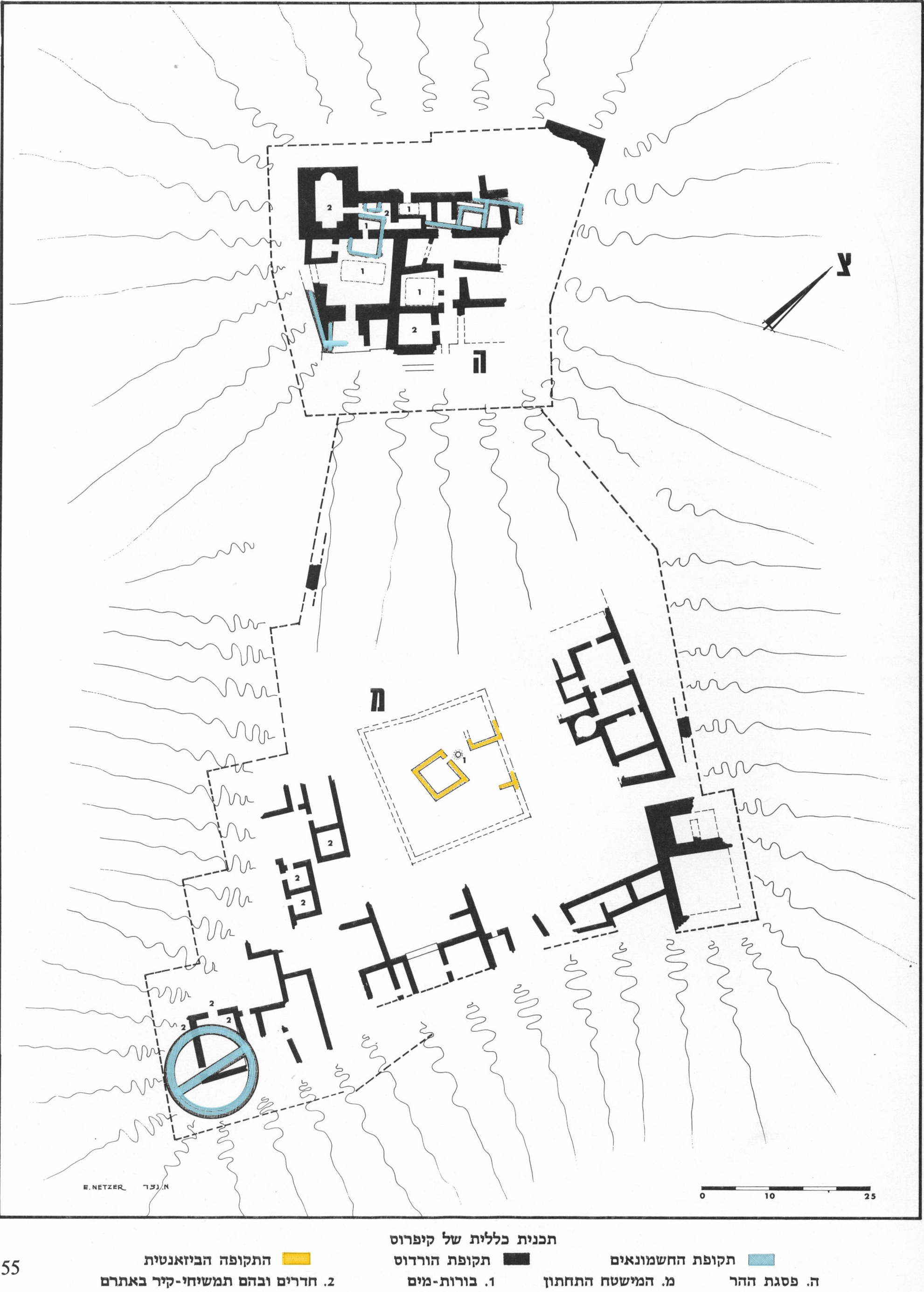
Lageplan. Hellblau: Hasmonäisch, schwarz: herodianisch, gelb: byzantinisch

Auf dem Tell el-ʾAqaba wurden Bauten aus der Zeit der Hasmonäer, des Herodes sowie aus byzantinischer Zeit freigelegt.
Auf dem Berggipfel befand sich in der Hasmonäerzeit eine Festung mit palastartigen Elementen, wie aufgefundene Fragmente von Kapitellen belegen. Es gab Zisternen und rituelle Tauchbäder (Mikwen). Am Hang des Berges, etwas niedriger, befand sich ein Kolumbarium-Turm mit rundem Grundriss. Solche Türme, die auch in Jericho und in Masada gebaut wurden, dienten im Erdgeschoss der Taubenhaltung und im Obergeschoss als Wachtturm. Der Name dieser hasmonäischen Festung war entweder Threx oder Taurus.

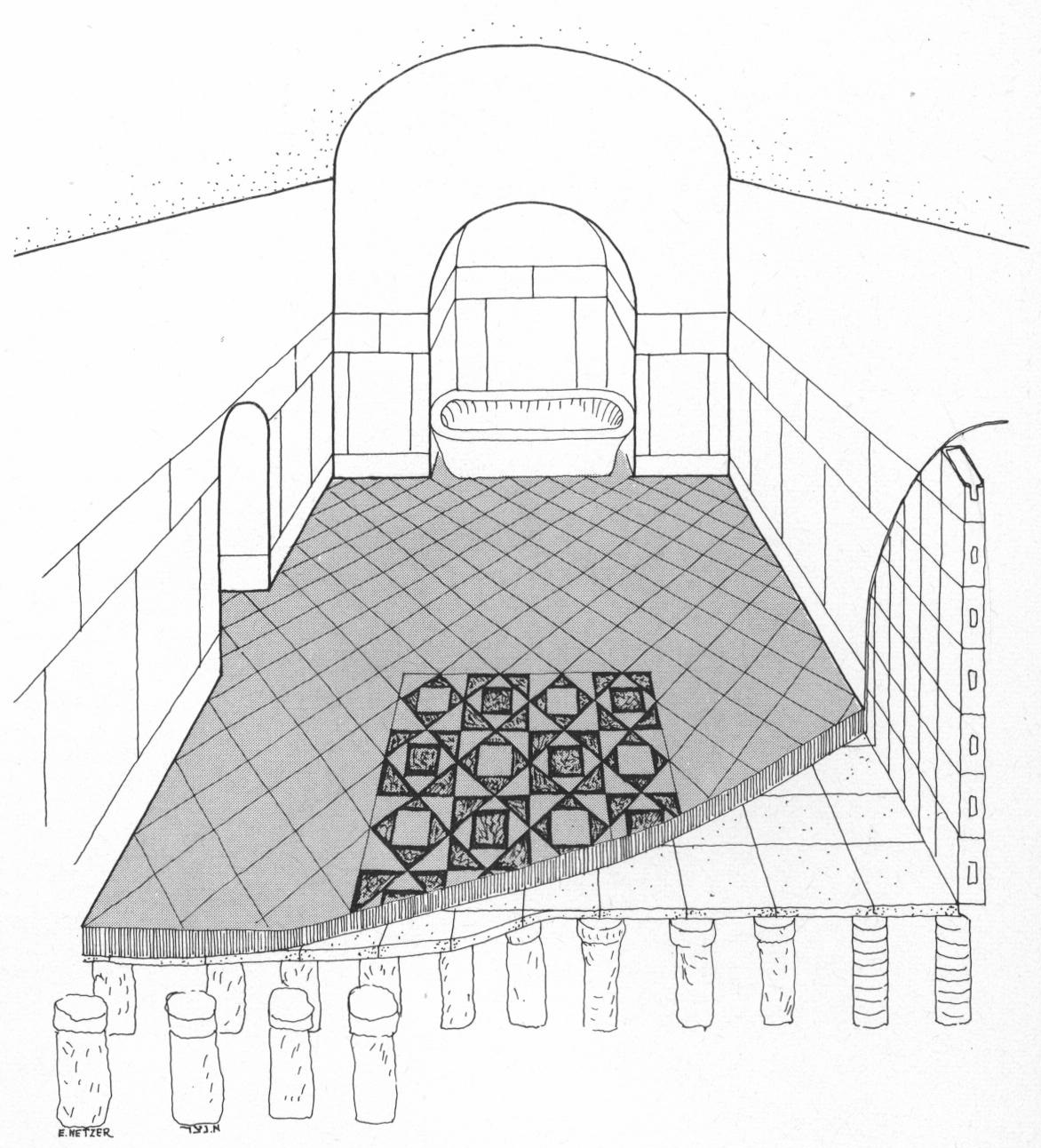
Caldarium

Nach ihrer Zerstörung durch Pompejus war die Festung anscheinend eine Ruine, bis sie durch Herodes in weit größerem Stil neu gebaut und nach seiner Mutter (der Nabatäerin Kypros) Kypros benannt wurde. Wahrscheinlich wurde die Baufläche auf dem Gipfel durch Umfassungsmauern und Erdaufschüttungen vergrößert. Die Instabilität des Baugrunds und mehrere Erdbeben haben diese Plattform einstürzen lassen. Der Grundriss des herodianischen Baus auf dem Gipfel ist unregelmäßig, möglicherweise weil ein herodianisches Gebäude einbezogen wurde. Es gab etwa 20 Räume, Korridore und Höfe sowie zwei Zisternen. An der Nordwestseite befindet sich eine gut erhaltene Thermenanlage. Die Hypokausten und der in Opus-sectile-Technik gepflasterte Fußboden im Caldarium sind größtenteils erhalten. Ein Fragment eines runden marmornen Bassins (Labrum) wurde im Schutt des Caldariums gefunden. Es stand wohl in einer halbkreisförmigen Nische. Gegenüber, in einer Nische mit rechteckigem Grundriss, befand sich ein großes steinernes Badebecken noch in situ. Sowohl das Caldarium als auch das Tepidarium waren mit Fresken geschmückt; das Tepidarium besaß einen schlichteren Mosaikfußboden. Der Badegast betrat die Anlage durch eine recht große Halle (10 × 8 m), die wohl als Umkleideraum (Apodyterium) diente, vielleicht auch für gymnastische Übungen. Von der Holzdecke blieben Balkenreste erhalten. Ein zusätzlich angebauter Raum besaß ein Badebecken, in das Stufen hinabführten. Die ganze Anlage hat Ähnlichkeit mit den Großen Thermen von Masada. Die teilweise dicken Mauern deuten darauf hin, dass es ein Obergeschoss gab; herabgestürzte Architekturfragmente deuten darauf hin, dass es aufwändiger verziert war als das Erdgeschoss.
Auf der Schulter des Berges befanden sich die untere Burg: rund 40, teilweise stuckverzierte Räume, Korridore und Höfe. Hier gab es eine zweite Badeanlage im römischen Stil, so dass Ehud Netzer vermutet, Herodes habe Kypros schrittweise und nicht in einer einzigen Baumaßnahme errichten lassen. Auf einen recht großen Umkleideraum mit angeschlossenem Tauchbecken folgte der Kaltraumbereich (nicht archäologisch untersucht) und der Heißraumbereich (mit Tepidarium, Caldarium, Laconicum und zwei Praefurnia). Alle Räume besaßen anscheinend schwartzweiße Mosaikfußböden und weiß verputzte Wände.
In der südöstlichen Ecke der unteren Burg, mit schöner Aussicht auf die Ebene von Jericho, befand sich ein Gebäude, das im Erdgeschoss eher Festungscharakter hatte, im Obergeschoss aber mit einem Peristylhof palastartig ausgebaut gewesen war, wie Stuckfragmente und Reste bemalter korinthischer Kapitelle belegen. Architekturdetails zeigen Ähnlichkeit mit dem Nordpalast von Masada, insbesondere der Bebauung der unteren Terrasse.
Beim Ausbruch des Jüdischen Krieges im Jahr 66 n. Chr. eroberten die Aufständischen die Burg. Sie töteten die Besatzung und rissen die Festung nieder, die seitdem eine Ruine blieb.
Im Zentrum der unteren Burg wurde in byzantinischer Zeit ein Gebäude mit annähernd quadratischem Grundriss errichtet. Da die Mönchsliteratur hierzu keine Informationen enthält, ist nicht bekannt, ob es sich, wie in Herodium und Masada, um eine Mönchssiedlung (Lawra) handelt. Es könnte auch ein Zivilgebäude sein.

## Wasserversorgung
Die Wasserversorgung der Festung auf dem Tell el-ʾAqaba wurde durch zwei Aquädukte sichergestellt. Das ältere Aquädukt, das einen Hügel westlich der Festung umrundete und das dort herabrinnende Regenwasser sammelte, stammte noch aus der hasmonäischen Zeit und war 1 km lang. Das zweite, von Herodes erbaute Aquädukt war 14 km lang und erreichte die Festung über eine monumentale Brücke. Zur Heranführung dieses Aquädukts, das eine ganzjährige Wasserversorgung ermöglichte, wurden von Herodes auf der Südseite des Wadi Qelt ein halbes Dutzend zusätzlicher Brücken und Tunnel erbaut. Das Wasser dieses Aquädukts versorgte nicht nur die Burg Kypros, sondern auch das königliche Landgut um die Winterresidenz herum mit Wasser. Für die Versorgung der Festung im Kriegsfall, wenn die Zuleitung von Wasser über das Aquädukt vom Feind unterbrochen werden konnte, ließ Herodes vier Zisternen in den Fels des Burgbergs schlagen, zwei auf der nordöstlichen und zwei auf der östlichen Seite. Es war eine der Aufgaben der Soldaten auf der Festung, dafür zu sorgen, dass diese Zisternen stets gut gefüllt waren. Dazu musste das Wasser mit Tier- oder Menschenkraft aus dem tiefergelegenen Aquädukt heraufgeholt werden.
Insgesamt stellten mehrere Aquädukte in einer Gesamtlänge von 34 km die Wasserversorgung von Jericho sicher.